# Monastère de l'Annonciation du mont Rudnik
Pour les articles homonymes, voir Monastère de l'Annonciation.
Le monastère de l'Annonciation du mont Rudnik (en serbe cyrillique : Манастир Благовештење Рудничко ; en serbe latin : Manastir Blagoveštenje Rudničko) est un monastère orthodoxe serbe situé à Stragari, dans le district de Šumadija et sur le territoire de la ville de Kragujevac en Serbie. Il est inscrit sur la liste des monuments culturels de grande importance de la république de Serbie (identifiant no SK 246).
Le monastère est en activité.

## Localisation
Le monastère de Blagoveštenje est situé sur les pentes nord-est du mont Rudnik, au bord de la Blagoveštenska reka, à environ 8 km de Stragari.

## Histoire
Selon les traditions populaires, le monastère de Blagoveštenje, dédié à l'Annonciation, remonterait à l'époque du roi Stefan Dragutin (XIIIe-XIVe siècles, traditions confirmées par des fresques récemment retrouvées dans l'église et caractéristiques du style de peinture de la fin du XIVe siècle. Au XVIIIe siècle, l'ensemble monastique connut d'importants travaux de restauration, notamment le porche et la nef de l'église qui fut ornée d'une nouvelle iconostase, et devint un important centre culturel. En revanche, Blagoveštenje fut gravement endommagé par les Ottomans lors de la guerre austro-turque de 1788-1791 et fut reconstruit en 1795.
Le 21 avril 1814, entre le premier et le second soulèvement serbe, une assemblée des princes serbes se tint dans le monastère, notables parmi lesquels figurait le prince Miloš Obrenović, le futur chef de la seconde insurrection. L'higoumène Gregorije y écrivit une lettre au tsar Alexandre Ier de Russie pour lui demander son aide au nom du peuple serbe. En 1844, l'église fut dotée d'un clocher en pierre et, en 1858, le prince Miloš fit don au monastère d'une croix en or, en souvenir de l'assemblée de 1814.
En 1942, les nazis incendièrent le konak du monastère. Par la suite, des religieuses vinrent s'installer à Blagoveštenje. En 1960, un nouveau konak fut édifié, surmonté d'une chapelle en 1982.

## Iconostase
L'un des chefs-d'œuvre abrité par le monastère de Blagoveštenje est l'iconostase de son église, représentant la Crucifixion, ornée de sculptures dorées. Cet ensemble, qui date des années 1690, a été restauré pendant trois ans au musée national de Serbie et réinstallé dans son lieu d'origine en 2001.